# Brčko
Brčko (în sârbă Брчко, pronunțat [br̩̂tʃkoː]) este un oraș și reședința administrativă a districtului Brčko, din nordul Bosniei și Herțegovinei. Se află pe malul râului Sava, în apropiere de granița cu Croația. În 2013, a avut o populație de 39.893 de locuitori.
De jure, districtul Brčko aparține ambelor entități din Bosnia și Herțegovina (Federația Bosniei și Herțegovinei și Republica Srpska), dar practic nu este guvernat de niciuna; astfel încât Brčko este un oraș liber autonom.

## Etimologie
Numele său este foarte probabil legat de Breuci (în greacă Βρεῦκοι), un mic trib  panonian de iliri care au migrat în vecinătatea actualului Brčko din teritoriile culturii Iamnaia în mileniul III î.Hr.
Breucii au rezistat foarte mult romanilor. Au fost însă cuceriți în secolul I î.Hr. și mulți au fost vânduți ca sclavi după înfrângerea lor. Au început să primească cetățenia romană în timpul domniei lui Traian.
O serie de breuci au migrat și s-au stabilit în Dacia, unde o localitate numit Bereck sau Brețcu, un râu (râul Brețcu) și un munte (Munții Brețcului) din România de astăzi au fost numite după ei.

## Geografie

Districtul Brčko și orașul Brčko

Orașul se află la granița de nord, riverană, a Bosniei, dincolo de râul Sava se află comuna Gunja din Croația.
Brčko este sediul districtului Brčko, o unitate independentă de autoguvernare locală creată pe teritoriul Bosniei și Herțegovinei în urma unui proces de arbitraj. Administrația locală a fost supravegheată anterior de un regim internațional de supraveghere condus de Înaltul Reprezentant principal adjunct, care este, de asemenea, din oficiu, supraveghetorul internațional al Brčko. Această supraveghere internațională a fost suspendată (dar nu desființată) la 23 mai 2012.

## Istorie

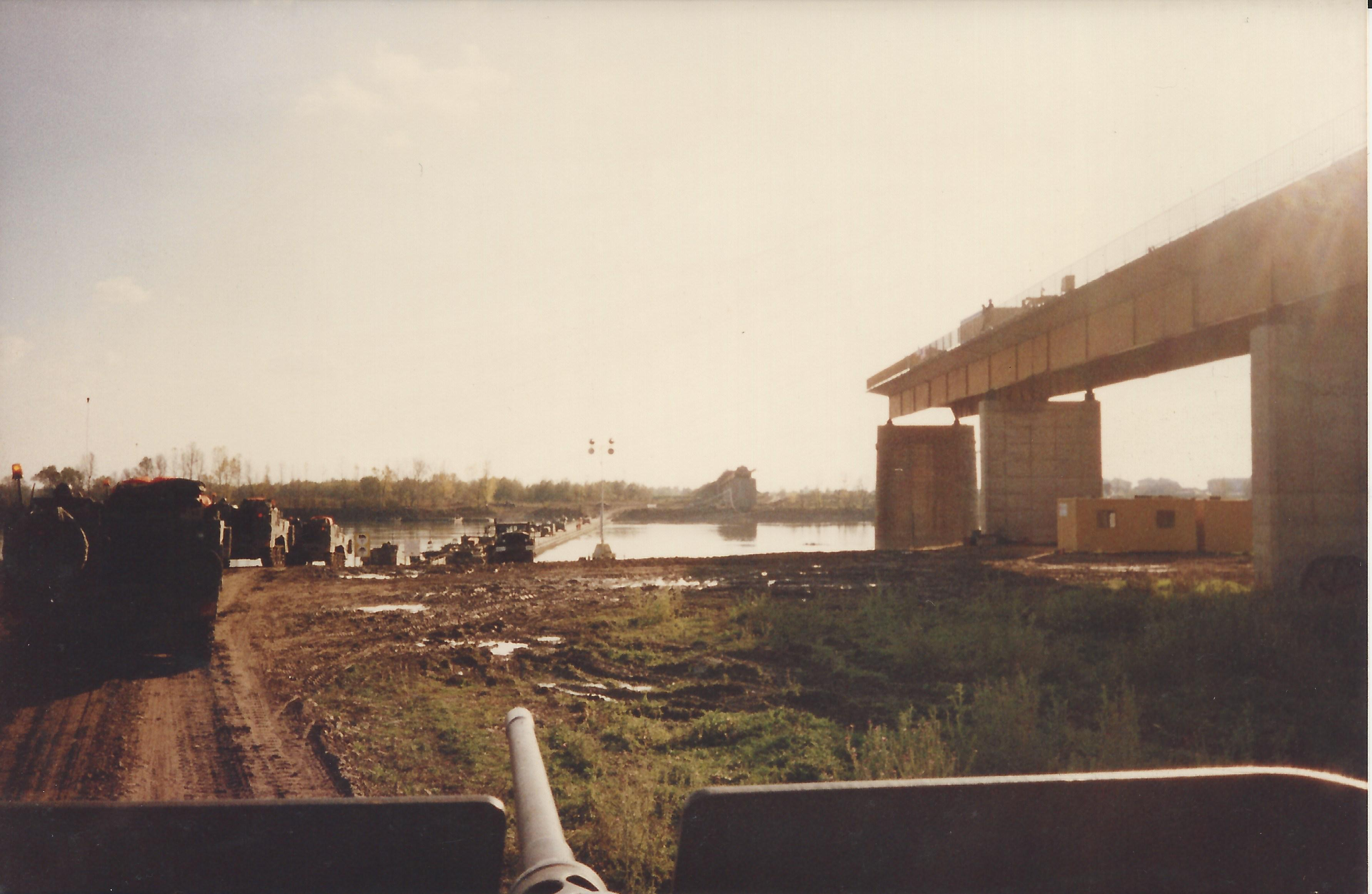
Vehicule ale armatei SUA cu trupe IFOR care traversează râul Sava folosind un pod cu pontoane. Podul Brčko, văzut în dreapta, a fost distrus în 1992 și era încă în curs de reconstrucție de către Corpul de Ingineri al Armatei Statelor Unite când această fotografie a fost făcută în 1996.

Brčko a fost un punct geografic foarte disputat în 1996, când Forța multinațională de impunere a păcii condusă de NATO/SUA (IFOR⁠(d)) a construit Tabăra McGovern la periferia orașului. Tabăra McGovern, sub supravegherea Diviziei 3-5 CAV 1/BDE⁠(d)/1AR (SUA), comandată de LTC Anthony Cucolo, a fost construită pe locul unei cooperative agricole distrusă de război în Zona de Separare (ZOS) în scopul stabilirii operațiunilor de menținere a păcii. Misiunea a fost de a separa părțile aflate în război. ZOS avea un kilometru lățime de pământ al nimănui, unde era necesară o permisiune specială pentru intrarea forțelor sârbe sau bosniace. Au fost stabilite diferite puncte de control și puncte de observare (PO) pentru a controla separarea.
Cu toate că Brčko a fost un centru de mari tensiuni la sfârșitul anilor 1990, de atunci s-au înregistrat progrese considerabile în integrarea multietnică în Brčko, inclusiv integrarea școlii secundare. Eforturile de reconstrucție și planul de implementare a legii proprietății au îmbunătățit situația în ceea ce privește proprietatea și returnarea. Populația din Brčko nu a revenit la amestecul etnic de dinainte de război, de bosniaci, sârbi și croați. Brčko se află la vârful din est-vest al Republicii Srpska, în partea etnică sârbă a Bosniei și Herțegovinei și, ca atare, este esențială pentru Rep. Srpska pentru viitorul său economic.
Brčko a fost unul dintre principalele puncte discutate în Acordurile de pace de la Dayton. După câteva săptămâni de negocieri intense, problema districtului Brčko urma să fie decisă prin arbitraj internațional. Arbitrajul Brčko a hotărât în mai 1997 că Brčko va fi un district special administrat de un reprezentant ambasador al comunității internaționale. Primul ambasador în Brčko a fost un american cu personal de sprijin din Marea Britanie, Suedia, Danemarca și Franța.
Prima organizație internațională care și-a deschis biroul la Brčko la acea vreme a fost Organizația pentru Securitate și Cooperare în Europa (OSCE), condusă de Randolph Hampton.
Primul supervizor internațional pentru Brčko a sosit în aprilie 1997. Până atunci, OSCE avea acolo un birou modest condus de Randolph Hampton. Pe parcursul interimatului dinainte ca districtul Brčko să fie reprezentat în urma arbitrării, s-au ținut alegeri locale și s-au distribuit ajutoare umanitare cu cooperarea USAID și ECHO⁠(d). Districtul a devenit centrul mai multor programe de întărire a statului derulate de guverne străine, în special de către Statele Unite.
În urma reuniunii Consiliului de Implementare a Păcii (PIC) din 23 mai 2012, s-a decis suspendarea, dar nu încetarea, a mandatului de supraveghetor internațional al districtului Brčko. Tribunalul Arbitral Brčko, împreună cu Supravegherea districtului Brčko suspendată, vor continua să existe.

## Demografie
|              | 2013            | 1991            | 1981            | 1971            | 1961            |
| ------------ | --------------- | --------------- | --------------- | --------------- | --------------- |
| Total        | 39.893 (100,0%) | 41.406 (100,0%) | 31.437 (100,0%) | 25.337 (100,0%) | 17.949 (100,0%) |
| Sârbi        | 19.420 (48,68%) | 8.253 (19,93%)  | 5.532 (17,60%)  | 5.481 (21,63%)  | 5.260 (29,31%)  |
| Bosniaci     | 17.489 (43,84%) | 22.994 (55,53%) | 16.725 (53,20%) | 15.651 (61,77%) | 5.431 (30,26%)  |
| Croați       | 1.457 (3,652%)  | 2.894 (6,989%)  | 2.157 (6,861%)  | 2.663 (10,51%)  | 2.472 (13,77%)  |
| Alții        | 996 (2,497%)    | 2.054 (4,961%)  | 468 (1,489%)    | 327 (1,291%)    | 78 (0,435%)     |
| Romi         | 333 (0,835%)    |                 | 5 (0,016%)      | 6 (0,024%)      | 4 (0,022%)      |
| Albanezi     | 77 (0,193%)     |                 | 86 (0,274%)     | 115 (0,454%)    | 65 (0,362%)     |
| Iugoslavi    | 60 (0,150%)     | 5.211 (12,59%)  | 6.351 (20,20%)  | 952 (3,757%)    | 4.250 (23,68%)  |
| Muntenegreni | 31 (0,078%)     |                 | 65 (0,207%)     | 82 (0,324%)     | 278 (1,549%)    |
| Macedoneni   | 24 (0,060%)     |                 | 16 (0,051%)     | 19 (0,075%)     | 35 (0,195%)     |
| Sloveni      | 4 (0,010%)      |                 | 19 (0,060%)     | 25 (0,099%)     | 55 (0,306%)     |
| Turci        | 2 (0,005%)      |                 |                 |                 |                 |
| Maghiari     |                 |                 | 13 (0,041%)     | 16 (0,063%)     | 21 (0,117%)     |

Situația în 2019: .

## Transport

### Cale ferată
O gară se găsește în apropiere de centrul orașului pe linia de la Vinkovci la Tuzla. Cu toate acestea, nu mai operează trenuri de pasageri către Brčko. Cea mai apropiată stație de cale ferată este în Gunja, Croația; chiar de cealaltă parte a graniței.

### Apă
Brčko are cel mai mare port fluvial din Bosnia, pe râul Sava.

## Sport
Brčko are câteva cluburi de fotbal (FK Jedinstvo Brčko⁠(d), FK Lokomotiva Brčko⁠(d), FK Izbor Brčko, FK Dizdaruša Brčko și cel mai tânăr club FK Ilićka 01). Toate concurează în Liga a II-a a Republicii Srpska (în sârbă Друга лига Републике Српске / Druga liga Republike Srpske). Orașul găzduiește unele dintre cele mai de succes echipe de volei din țară Mladost⁠(d) și Jedinstvo.

## Educație
Orașul găzduiește o școală de economie a Universității din Sarajevo de Est și un festival de teatru local.

## Galerie

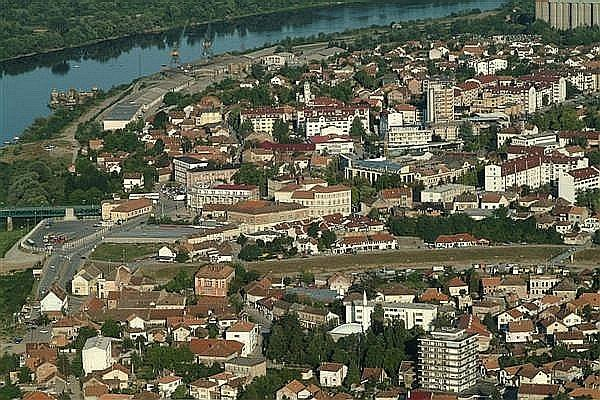
Panoramă a orașului Brčko
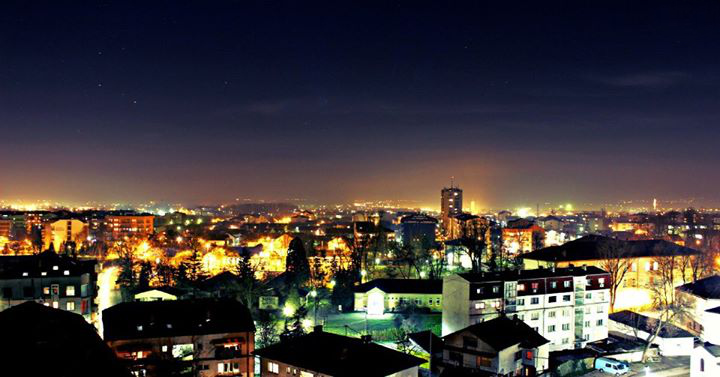
Brčko noaptea
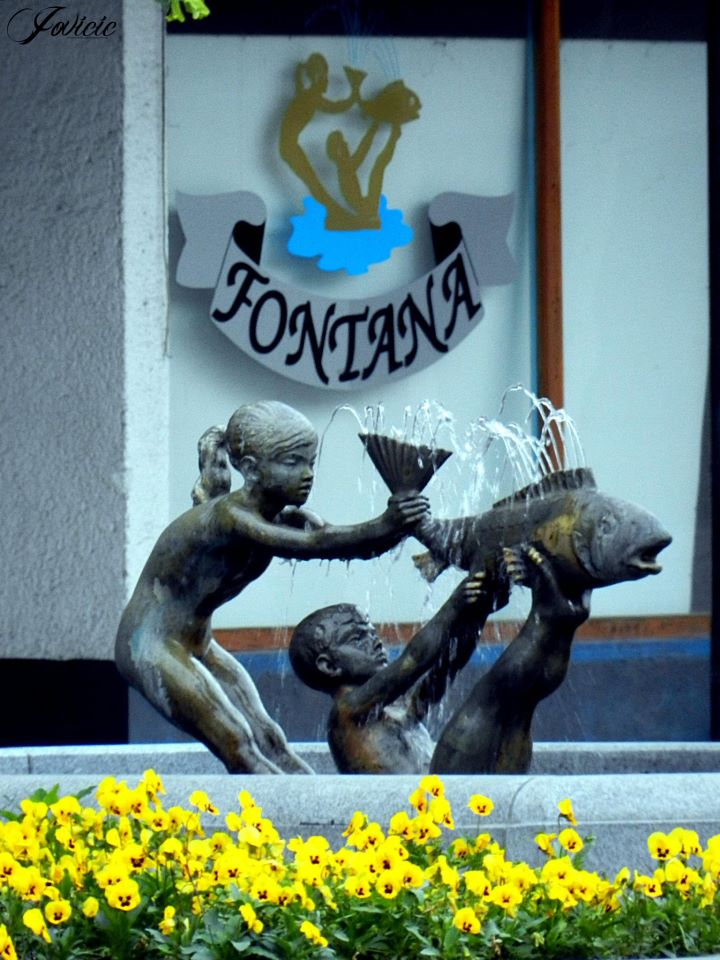
Fântâna - simbolul orașului

## Orașe gemene – orașe surori
Brčko este înfrățit cu:
- Samsun, Turcia
- Smederevska Palanka, Serbia[11]
- St. Louis, United States[12]

## Oameni notabili
- Edo Maajka⁠(d), rapper
- Lepa Brena, cântăreață bosniacă
- Edvin Kanka Ćudić⁠(d), activist pentru drepturile omului
- Mladen Petrić, fotbalist croat
- Vesna Pisarović⁠(d), cântăreață
- Dženana Šehanović⁠(d), pianistă
- Anton Maglica⁠(d), fotbalist croat
- Jasmin Imamović⁠(d), politician
- Nataša Vojnović, fotomodel sârb
- Mato Tadić⁠(d), judecător
- Brankica Mihajlović⁠(d), voleibalistă sârbă, campioană mondială și europeană, medaliată cu argint la Jocurile Olimpice de vară din 2016
- Ines Janković⁠(d), creatoare de modă sârbă
- Nikola Kovač⁠(d), jucător profesionist de Counter Strike ofensiv & global